# Gran Premi de Denain

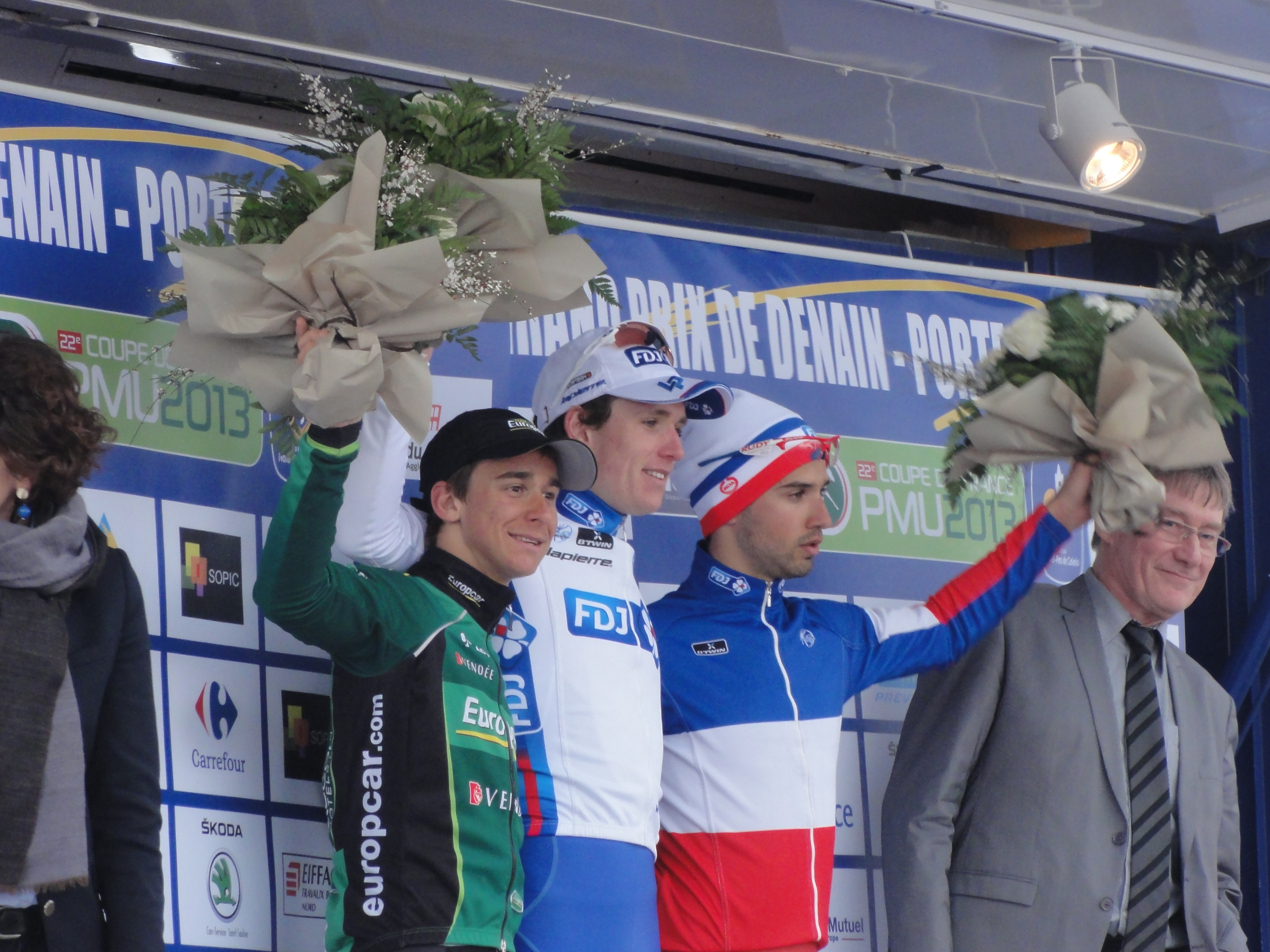
2013 : Bryan Coquard, Arnaud Démare & Nacer Bouhanni.

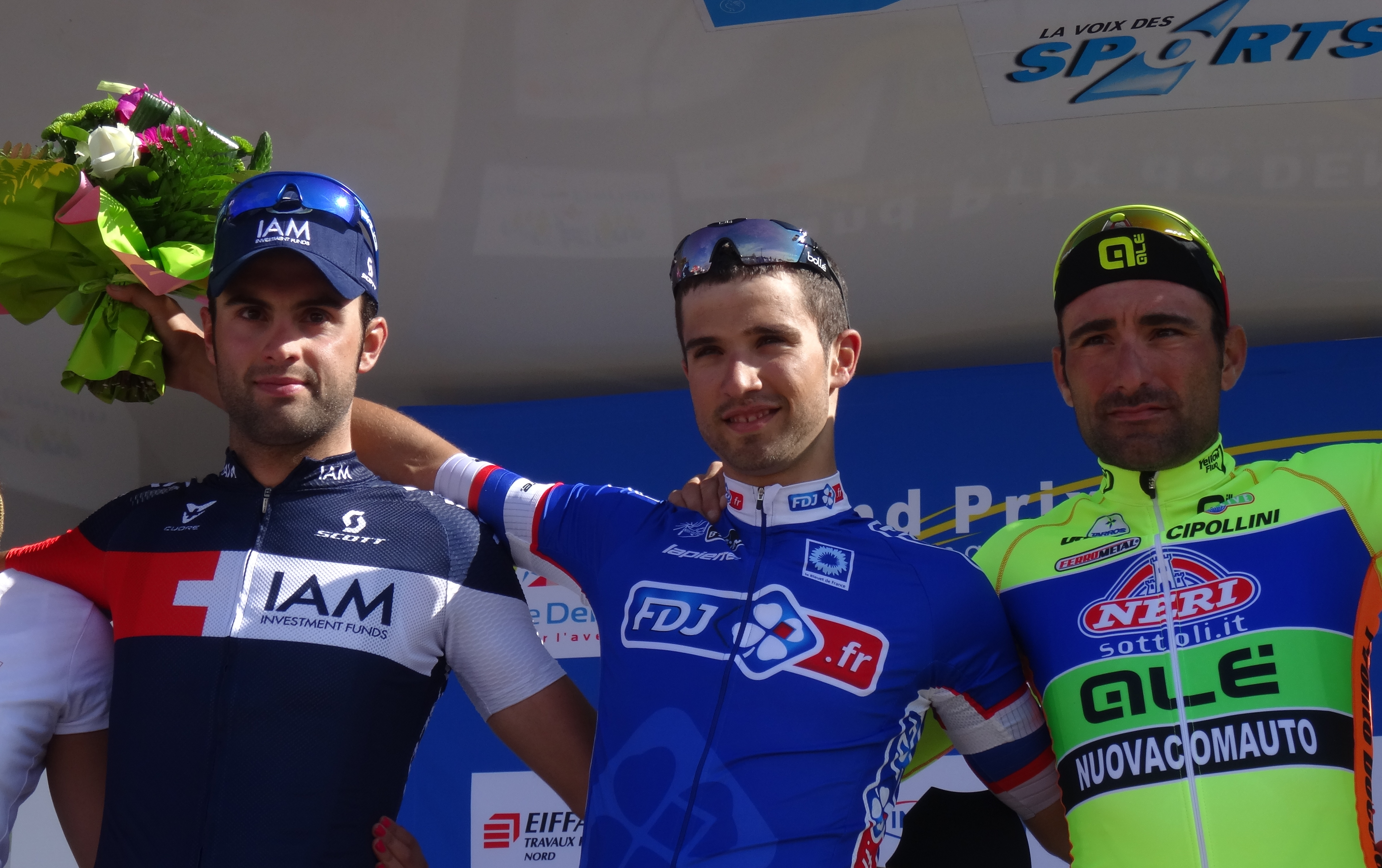
2014 : Matteo Pelucchi (2), Nacer Bouhanni (1), Francesco Chicchi (3).

El Gran Premi de Denain és una competició ciclista francesa que es disputa des de 1959. Al començament la cursa es disputava com un critèrium pels voltants de la vila de Denain.
La cursa forma part de l'UCI Europa Tour amb una categoria 1.1 i de la Copa de França de ciclisme.

## Palmarès
| Any  | Vencedor                   | Segon                  | Tercer                     |         |
| ---- | -------------------------- | ---------------------- | -------------------------- | ------- |
| 1959 | Seamus Elliott             | Marcel Beckaert        | Jean Stablinski            |         |
| 1960 | Gabriel Borra              | Louis Proost           | Maurice Joosen             |         |
| 1961 | Arthur Decabooter          | Roger Baens            | Marcel Ongenae             |         |
| 1962 | Julien Schepens            | Willy Raes             | Willy Truye                |         |
| 1963 | Gustaaf De Smet            | Édouard Delberghe      | Benoni Beheyt              |         |
| 1964 | Michael Wright             | Frans Verbeeck         | Bernard Van De Kerckhove   |         |
| 1965 | Ludo Janssens              | Willy Van Den Eynde    | Frans Verbeeck             |         |
| 1966 | Herman Vrancken            | Martin Van Den Bossche | Constant Jongen            |         |
| 1967 | José Samyn                 | Jacques Boudringhin    | Eddy Van Audenaerde        |         |
| 1968 | Jean Stablinski            | Barry Hoban            | Herman Decan               |         |
| 1969 | Joseph Mathy               | Daniel Van Ryckeghem   | Fernand Hermie             |         |
| 1970 | Christian Callens          | Émile Bodart           | José Catieau               |         |
| 1971 | André Dierickx             | Herman Vrijders        | Frans Verhaegen            |         |
| 1972 | Gustaaf Van Roosbroeck     | Jozef Abelshausen      | Rudy De Groote             |         |
| 1973 | Marc Demeyer               | Englebert Opdebeeck    | Dirk Baert                 |         |
| 1974 | Willy Teirlinck            | José De Cauwer         | Eddy Verstraeten           |         |
| 1975 | Roger Loysch               | Jozef Abelshausen      | André Dierickx             |         |
| 1976 | Walter Planckaert          | Robert Mintkiewicz     | Eric Jacques               |         |
| 1977 | Robert Mintkiewicz         | Serge Vandaele         | Albert Van Vlierberghe     |         |
| 1978 | Frank Hoste                | Jos Jacobs             | Gustaaf Van Roosbroeck     |         |
| 1979 | Jean-Philippe Pipart       | Frits Pirard           | Johan Alberts              |         |
| 1980 | Léo Van Thielen            | Jean-Philippe Pipart   | Roger Vershaeve            |         |
| 1981 | Ferdinand Van Den Haute    | Eric Van De Wiele      | Dirk Baert                 |         |
| 1982 | Eddy Vanhaerens            | Alain Desaever         | Ronny Van Holen            |         |
| 1983 | Paul Sherwen               | William Tackaert       | Didier Vanoverschelde      |         |
| 1984 | Yves Godimus               | Claude Criquielion     | Willy Vigouroux            |         |
| 1985 | Patrick Versluys           | Jean-Louis Gauthier    | Pierre Le Bigaut           |         |
| 1986 | Bruno Wojtinek             | Johan Capiot           | Christophe Lavainne        |         |
| 1987 | Bruno Wojtinek             | Eddy Planckaert        | Jan Bogaert                |         |
| 1988 | Pascal Poisson             | Michel Vermote         | Thierry Marie              |         |
| 1989 | Edwig Van Hooydonck        | Thierry Marie          | Franck Boucanville         |         |
| 1990 | Frédéric Moncassin         | Peter Pieters          | Paul Popp                  |         |
| 1991 | Frédéric Moncassin         | Martin Schalkers       | Thierry Laurent            |         |
| 1992 | Edwig Van Hooydonck        | Philippe Casado        | Hervé Henriet              |         |
| 1993 | Marcel Wüst                | Johan Capiot           | Michel Zanoli              |         |
| 1994 | Jans Koerts                | Lars Michaelsen        | Brian Holm                 |         |
| 1995 | Jo Planckaert              | Michel Zanoli          | Thierry Gouvenou           |         |
| 1996 | Ján Svorada                | Michel Cornelisse      | Emmanuel Magnien           |         |
| 1997 | Ludo Dierckxsens           | Henk Vogels            | Stuart O'Grady             |         |
| 1998 | Jaan Kirsipuu              | Jeroen Blijlevens      | Frédéric Moncassin         |         |
| 1999 | Jeroen Blijlevens          | Jaan Kirsipuu          | Niko Eeckhout              |         |
| 2000 | Endrio Leoni               | Thor Hushovd           | Leonardo Guidi             |         |
| 2001 | Jaan Kirsipuu              | Davide Casarotto       | Frédéric Guesdon           |         |
| 2002 | Alberto Vinale             | Frédéric Finot         | Damien Nazon               |         |
| 2003 | Bert Roesems               | Enrico Poitschke       | Thomas Voeckler            |         |
| 2004 | Thor Hushovd               | Mark Scanlon           | Nico Sijmens               |         |
| 2005 | Jimmy Casper               | Mark Renshaw           | Lloyd Mondory              |         |
| 2006 | Jimmy Casper               | Nico Mattan            | Hans Dekkers               |         |
| 2007 | Sébastien Chavanel         | Mark Renshaw           | Eric Baumann               |         |
| 2008 | Edvald Boasson Hagen       | Jimmy Casper           | Jimmy Engoulvent           |         |
| 2009 | Jimmy Casper               | Matthew Harley Goss    | Denis Flahaut              |         |
| 2010 | Denis Flahaut              | Florian Vachon         | Enrico Rossi               |         |
| 2011 | Jimmy Casper               | Romain Feillu          | Aidis Kruopis              |         |
| 2012 | Juan José Haedo            | Alex Rasmussen         | Andrea Guardini            |         |
| 2013 | Arnaud Démare              | Bryan Coquard          | Nacer Bouhanni             |         |
| 2014 | Nacer Bouhanni             | Matteo Pelucchi        | Francesco Chicchi          |         |
| 2015 | Nacer Bouhanni             | Boris Vallée           | Rudy Barbier               |         |
| 2016 | Daniel McLay               | Thomas Boudat          | Kenny Dehaes               |         |
| 2017 | Arnaud Démare              | Nacer Bouhanni         | Sebastián Molano Benavides |         |
| 2018 | Kenny Dehaes               | Hugo Hofstetter        | Julien Duval               |         |
| 2019 | Mathieu van der Poel       | Marc Sarreau           | Timothy Dupont             |         |
| 2020 | suspesa                    | suspesa                | suspesa                    | suspesa |
| 2021 | Jasper Philipsen           | Jordi Meeus            | Ben Swift                  |         |
| 2022 | Max Walscheid              | Dries De Bondt         | Adrien Petit               |         |
| 2023 | Sebastián Molano Benavides | Tim Van Dijke          | Timo Kielich               |         |
| 2024 | Jannik Steimle             | Ceriel Desal           | Dries Van Gestel           |         |
| 2025 |                            |                        |                            |         |